# Eleição geral em Granada em 2008
Uma eleição geral realizou-se em Granada em 8 de julho de 2008. 
De um total de quinze assentos, a oposição Congresso Nacional Democrático (NDC) ganhou onze assentos e o novo Novo Partido Nacional (NNP) ganhou quatro lugares, trazendo o NDC ao poder pela primeira vez desde 1995. A NNP estava procurando um quarto mandato consecutivo no poder, o que teria sido a primeira vez na história granadina.

## Campanha
Em seu manifesto eleitoral, que estreou em 25 de junho de 2008, o NNP prometeu a criação de 4.000 empregos, juntamente com 4% de crescimento na economia.

## Sondagem pré-eleitoral
Uma pesquisa conduzida pelos Serviços de Pesquisa para o Desenvolvimento do Caribe, de [6 de junho] a 9 de junho, mostrou o NNP com 36,4% de apoio, o NDC com 32,3% de apoio, o Partido Trabalhista Unido de Grenada (GULP) com apoio de 1,1%, e do Movimento Popular do Trabalho (PLM) com suporte a 0,8%.

## Reações à eleição
A Organização dos Estados Americanos (OEA) observou as eleições, e descreveu "o processo eleitoral em Granada durante as Eleições Gerais como extremamente positivo, com relativamente poucas áreas que poderiam ser melhoradas." Todos os locais de votação foram observados e os eleitores eram calmos e bem comportados.
Um partido político na vizinha Dominica, o Movimento Democrático Popular, atribuiu a vitória à "arrogância, intolerância à crítica e falta de consulta com o povo" de Mitchell durante seu tempo no cargo.

## Juramento de Thomas, formação de gabinete
O líder do NDC Tillman Thomas sucedeu o Keith Mitchell do NNP como Primeiro Ministro de Granada em 9 de julho. Ele foi empossado no Grenada Trade Center em Grand Anse, St. George pelo governador-geral Daniel Williams. Nesta ocasião, Thomas prometeu "abertura e transparência" e disse que iria praticar "a política de inclusão".. De sua parte, Mitchell disse que o povo votou pela mudança e parabenizou Thomas. O gabinete de Thomas, composto por 17 membros, foi empossado no Estádio Nacional em 13 de julho. Além de ser o primeiro-ministro, Thomas levou os portfólios de Assuntos Jurídicos, Segurança Nacional, Informação e Administração Pública. Dois membros de organizações não-governamentais que não eram afiliadas à NDC foram incluídos no gabinete: Franca Bernadine como Ministra da Educação e Recursos Humanos, e Jimmy Bristol como Procurador-Geral.

## Resultados
| Partidos                       | Votos  | %     | +/–  | Assentos | +/– |
| ------------------------------ | ------ | ----- | ---- | -------- | --- |
| Congresso Nacional Democrático | 29,007 | 50.97 | +5.4 | 11       | +4  |
| Novo Partido Nacional          | 27,189 | 47.77 | –0.2 | 4        | –4  |
| Plataforma de Trabalho         | 478    | 0.84  | –2.4 | —        | ±0  |
| Good Ole Democracia            | 3      | 0.01  | —    | —        | —   |
| Independentes                  | 12     | 0.02  | —    | —        | —   |
| Votos inválidos                | 222    | 0.39  | —    | —        | —   |
| Total (afluência 80.3%)        | 56,911 | 100.0 |      | 15       |     |
| Eleitores inscritos            | 70,869 |       |      |          |     |
| Fonte: Grenada Broadcast       |        |       |      |          |     |

Em um resultado notável da eleição, o vice-primeiro-ministro Gregory Bowen do NNP foi derrotado em seu distrito de St. George Sudeste pelo Pastor Karl Hood do NDC. Mitchell foi reeleito do distrito eleitoral de St. George Noroeste. Os resultados completos são os seguintes:
| Assento localização           | Vencedor               | Partido                        |
| ----------------------------- | ---------------------- | ------------------------------ |
| Carriacou e Petite Martinique | Elvin Nimrod           | Novo Partido Nacional          |
| Saint Andrew Nordeste         | Roland Bhola           | Novo Partido Nacional          |
| Saint Andrew Noroeste         | Alleyne Walker         | Congresso Nacional Democrático |
| Saint Andrew Sudeste          | Patrick Simmons        | Congresso Nacional Democrático |
| Saint Andrew Sudoeste         | Sylvester Quarless     | Congresso Nacional Democrático |
| Saint David                   | Denis Lett             | Congresso Nacional Democrático |
| Saint George Nordeste         | Nazim Burke            | Congresso Nacional Democrático |
| Saint George Noroeste         | Keith Mitchell         | Novo Partido Nacional          |
| Saint George Sul              | Glynis Roberts         | Congresso Nacional Democrático |
| Saint George Sudeste          | Karl Hood              | Congresso Nacional Democrático |
| Saint George's                | Peter David            | Congresso Nacional Democrático |
| Saint John                    | Michael Church         | Congresso Nacional Democrático |
| Saint Mark                    | Clarice Modeste-Curwen | Novo Partido Nacional          |
| Saint Patrick Leste           | Tillman Thomas         | Congresso Nacional Democrático |
| Saint Patrick Oeste           | Joseph Gilbert         | Congresso Nacional Democrático |